# Кальце
Ка́льце (італ. calze, однина calza, дос. «панчохи»), кальцоні (італ. calzoni) — елемент італійського середньовічного одягу, вузькі штани-панчохи, які прив'язували поворозками до соттавесте (жилета). Італійське calza походить від народного латинського calcea, похідним від лат. calceus («кальцей»). На початку XV ст. кальце також слугували взуттям — до них пришивали шкіряні підошви.